# Quincerot (Yonne)
Quincerot è un comune francese di 75 abitanti situato nel dipartimento della Yonne nella regione della Borgogna-Franca Contea.

## Società

### Evoluzione demografica
Abitanti censiti